# Biograph Theater
Le Biograph Theater est une salle de spectacle de style néo-classique située au 2433 North Lincoln Avenue dans le quartier de Lincoln Park à Chicago (Illinois). Il était à l'origine un cinéma (jusqu'en 2001) mais présente aujourd'hui des productions théâtrales et des spectacles. Il est l'un des cinémas de quartier les plus anciens de la ville de Chicago.
Le Biograph Theater est devenu célèbre pour être le lieu où le braqueur de banque John Dillinger (surnommé « l'Ennemi Public no 1 » par les autorités) fut abattu le 22 juillet 1934 par des agents du Federal Bureau of Investigation (FBI), après y avoir regardé un film de gangsters,. Il a connu un grand succès en tant que cinéma auprès des habitants de Lincoln Park des années allant de la Grande Dépression jusqu'aux années 1970.
Le bâtiment est inscrit sur le Registre national des lieux historiques (National Register of Historic Places ; NRHP) depuis le 17 mai 1984 par le National Park Service et sur la liste des Chicago Landmark (CL) par la Commission on Chicago Landmarks de la ville de Chicago depuis le 28 mars 2001.

## Architecture
Conçu par l'architecte Samuel N. Crowen entre 1912 et 1914, le Biograph Theater présente de nombreuses caractéristiques distinctives des salles de cinéma de l'époque et sa construction est typique des cinémas de première génération dont le style architectural donna de la légitimité et de la respectabilité à l'industrie cinématographique florissante.
Le bâtiment est doté d'un hall d'entrée de la largeur d'une vitrine, d'une entrée encastrée, d'une billetterie autonome et d'un chapiteau à baldaquin.
Le bâtiment fut construit avec de la brique réfractaire droite de couleur rouge et de la terre cuite blanche vernissée. La brique réfractaire permet de garder la chaleur et de la restituer. Par son inertie thermique, elle chauffe et se refroidit lentement. Comme elle est isolante, elle conserve et maintient une température élevée.
Bien que cinéphile, l'une des principales raisons pour lesquelles John Dillinger se rendit au cinéma ce jour-là fut la chaleur estivale intense qui toucha le Midwest. À Chicago, vingt-trois personnes succombèrent aux quatre coins de la ville ce jour-là à cause de la chaleur. Le Biograph Theater se vanta (comme de nombreux endroits à cette époque) d'avoir un système de climatisation à la pointe de la technologie.

## Histoire
Dans les années 1970, comme ce fut la coutume dans de nombreuses régions des États-Unis, le Biograph Theater, qui eut besoin d'une importante rénovation, fut converti en multiplexe cinématographique. Afin d'augmenter les bénéfices, le cinéma fut doté de quatre écrans afin que quatre films puissent être projetés en même temps. Le décor d'origine de l'auditorium principal fut en grande partie remplacé par un décor plus moderne. Le Biograph Theater continua de projeter des films jusqu'en 2001 avant de se tourner principalement vers le spectacle vivant.
Le Biograph Theater fut rouvert au cours de l'année 2002 par la compagnie de théâtre Village Theatres qui l'exploita jusqu'au mois de septembre 2004, date à laquelle il ferma de nouveau.
En 2004, Victory Gardens, une troupe de théâtre à but non lucratif et spécialisée dans la promotion de nouvelles œuvres théâtrales américaines, racheta le bâtiment à Larry Edwards pour 2 millions de dollars. Le bâtiment fit l'objet d'une rénovation complète pour un coût estimé à 11 millions de dollars. Les nouveaux propriétaires purent lever ces fonds avec l'aide de généreux donateurs. De plus, ils reçurent également des subventions de la part de l'État de l'Illinois (qui mena une politique visant à encourager la rénovation de bâtiments anciens) et de la ville de Chicago qui fut intéressée par l'idée d'avoir plus de scènes de théâtre disponibles sur son territoire afin de revitaliser certains quartiers.
L'intérieur du bâtiment fut entièrement reconstruit. La façade a été restaurée et nettoyée et le chapiteau a été reconstruit pour ressembler à son apparence d'origine.

### Mort de Dillinger

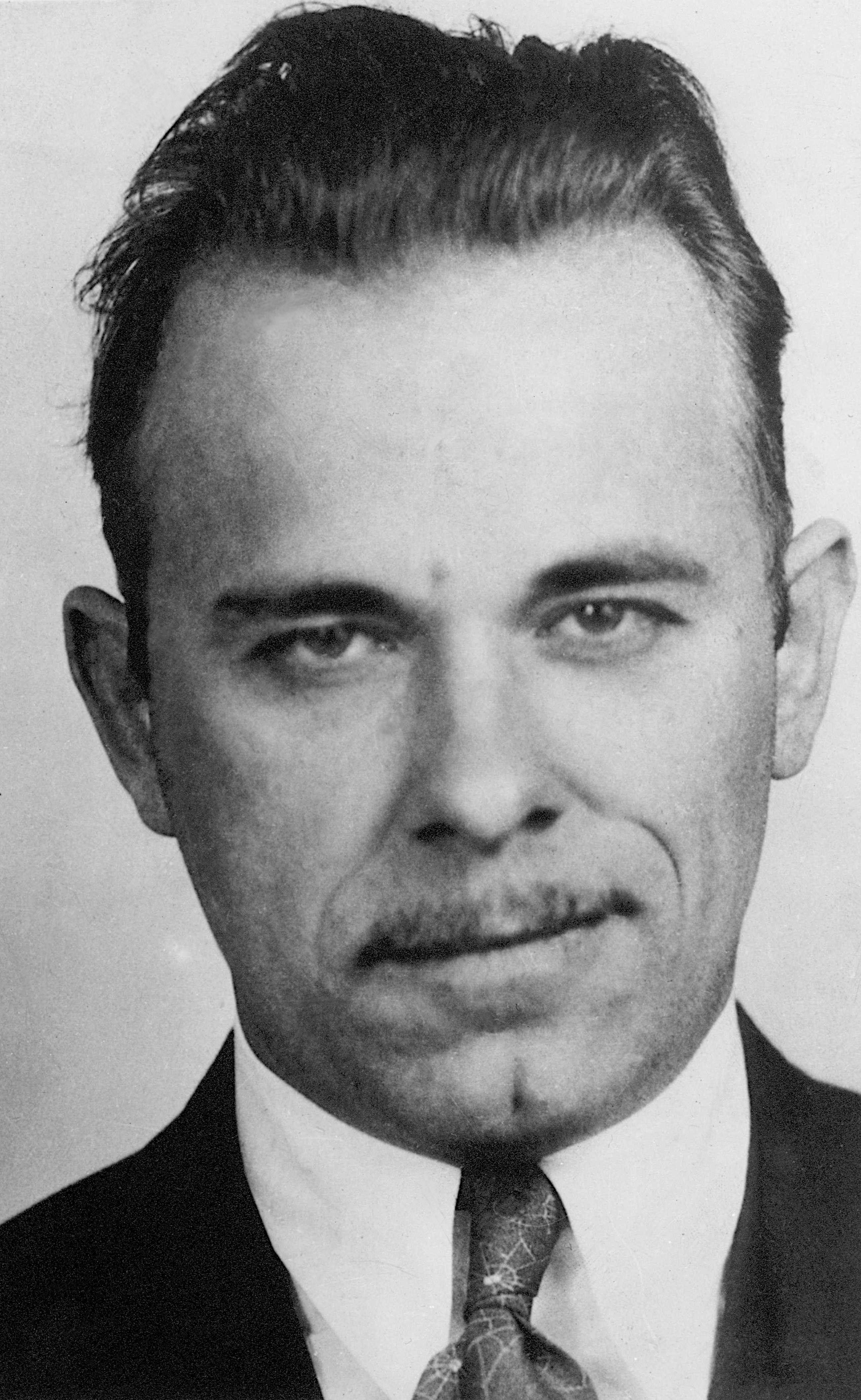
John Dillinger vers 1934 (Crédit photo FBI).

Après avoir échappé à la police dans quatre États et durant près d'un an, le braqueur de banque John Dillinger, blessé, retourna brièvement à la maison de son père pour se soigner. De retour à Chicago en juillet 1934, il trouva refuge dans une maison close tenue par Anna Sage, de son vrai nom Ana Cumpănaș (également connue comme « La femme en rouge »). Cumpănaș fut menacée d’expulsion vers la Roumanie, les autorités la considérant comme une « étrangère de basse moralité ». Séduite par la prime et la promesse de pouvoir rester légalement sur le sol américain, Cumpănaș finit par prévenir les autorités et collabora avec le FBI.
Le 22 juillet 1934, la police de Chicago (Chicago Police Department) et le Federal Bureau of Investigation (FBI) encerclèrent le Biograph Theater où Dillinger vint regarder le film L'Ennemi public nº 1 en compagnie de sa fiancée Polly Hamilton.
Les agents fédéraux, dirigés par Melvin Purvis et Samuel P. Cowley, profitèrent de l'occasion pour arrêter Dillinger à sa sortie de la séance. Mais Dillinger, brandissant une arme à feu et tentant de fuir, fut abattu de quatre balles par les agents. Dans la nuit, quelques heures après la mort de Dillinger, un inconnu écrivit une épitaphe en forme de poème sur la chaussée jouxtant le Biograph Theater :
« Étranger, arrête-toi et souhaite-moi le meilleur. Juste une prière pour mon âme en enfer. J'étais une bonne personne, beaucoup de personnes l'ont dit. Trahi par une femme toute vêtue de rouge ».

## Dans la culture populaire
- Le poète américain David Wagoner écrivit un poème intitulé The Shooting of John Dillinger Outside the Biograph Theater, July 22, 1934, relatant la fusillade qui coûta la vie à John Dillinger devant le Biograph Theater[11].
- En 2000, dans le film High Fidelity réalisé par Stephen Frears, on peut apercevoir le Biograph Theater dans lequel la fusillade avec Dillinger aurait eu lieu à l'intérieur du bâtiment.
- En 2009, dans le film Public Enemies réalisé par Michael Mann, les façades du Biograph Theater et des commerces attenants ont été restaurées pour ressembler à celles qui existaient en 1934.

## Galerie d'images

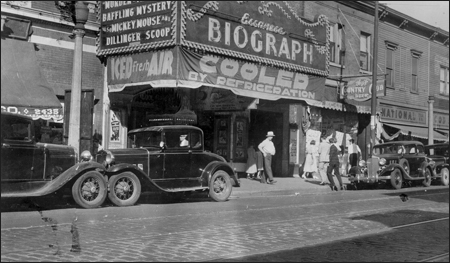
Le Biograph Theater six jours après la fusillade.
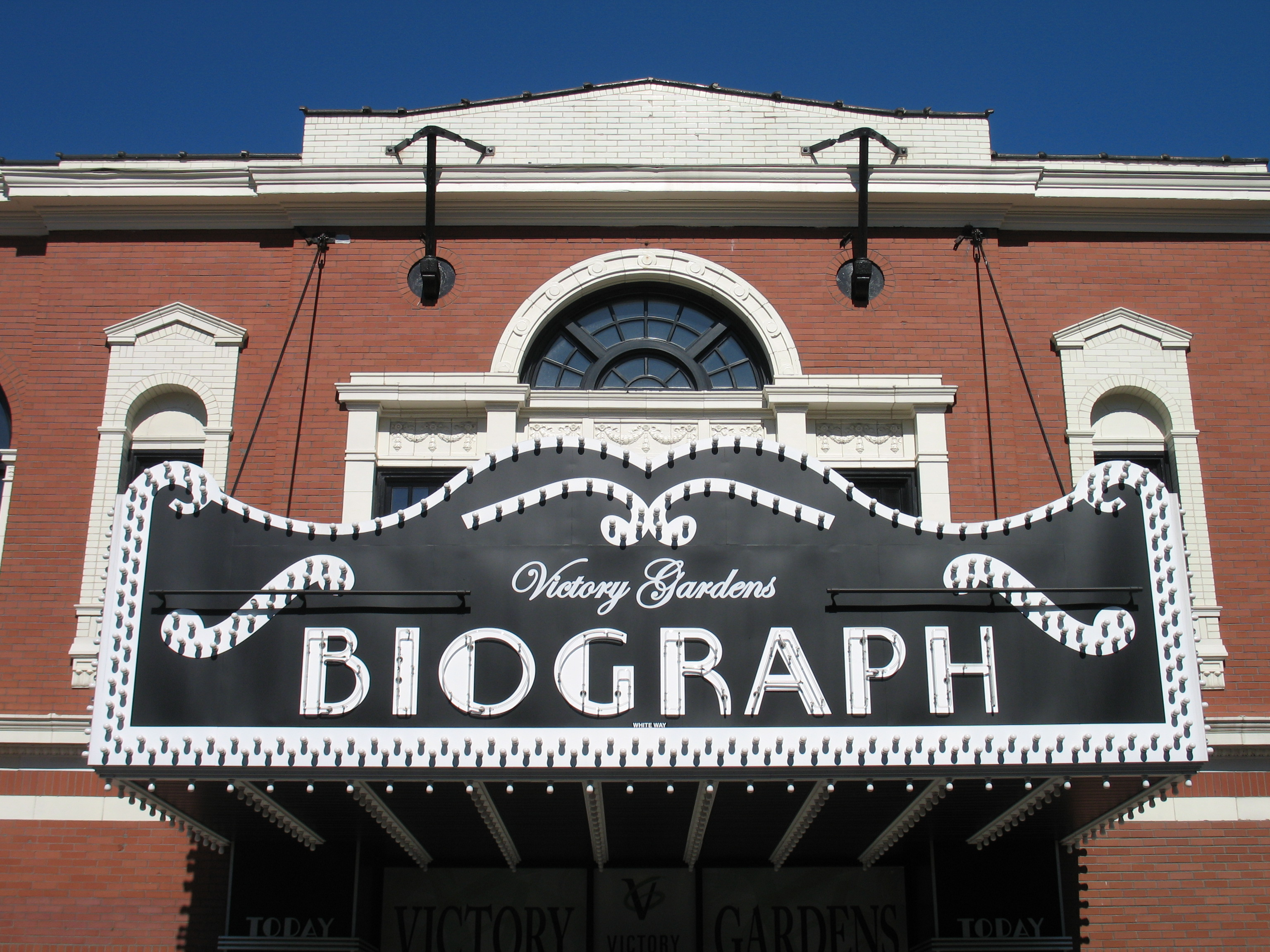
L'enseigne du Biograph.
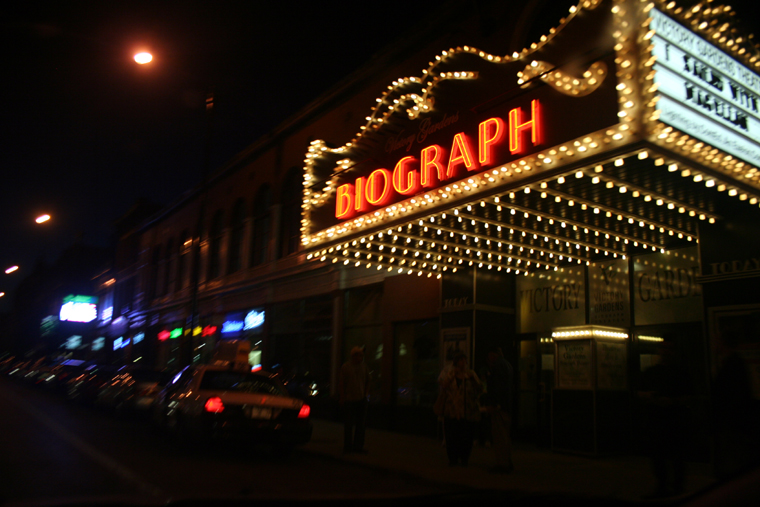
Le Biograph Theater de nuit.
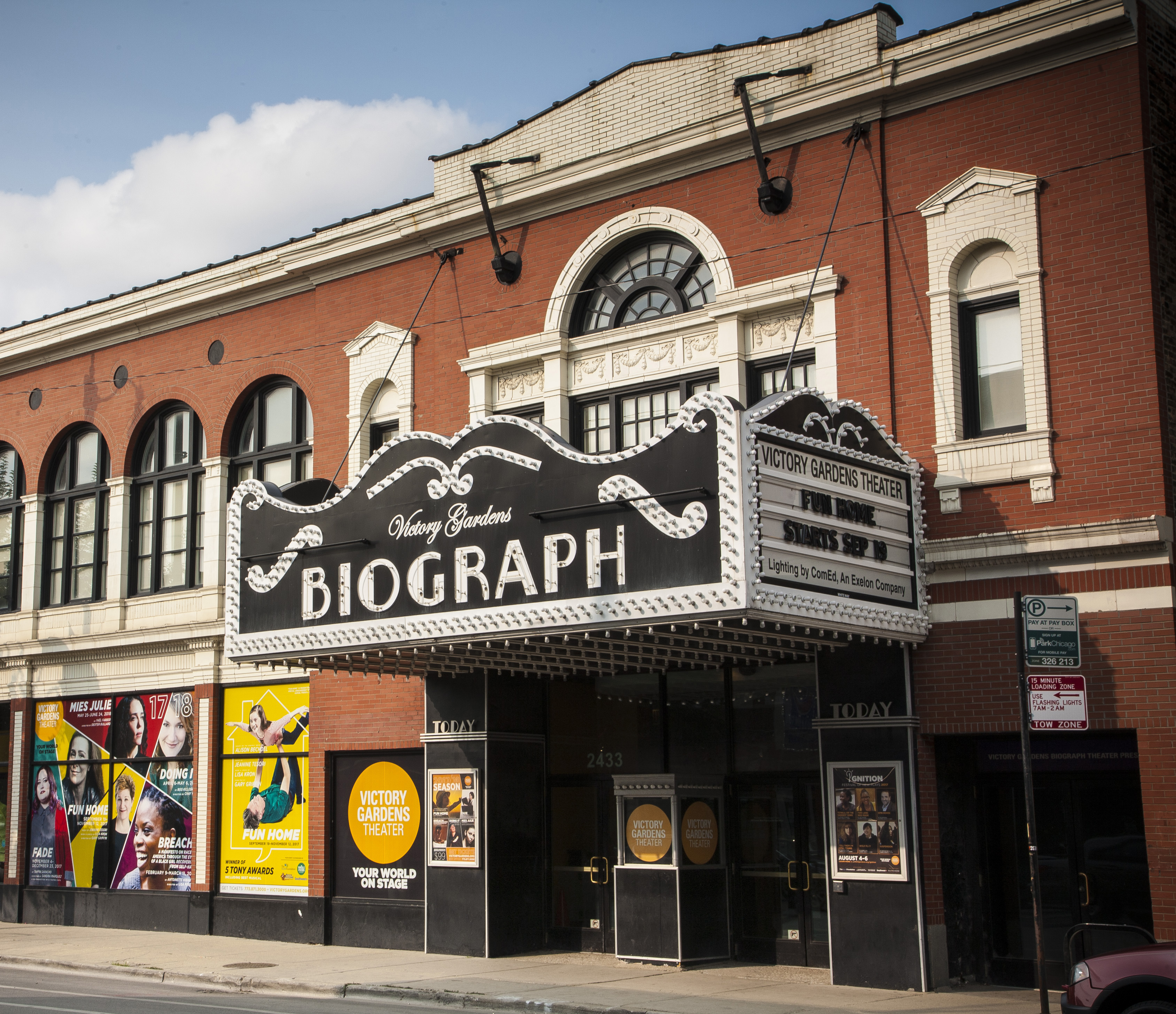
Le Biograph Theater en 2018.